# Drew Sample
(en) Statistiques sur pro-football-reference
Drew Sample, né le 16 avril 1996 à Bellevue dans l'État de Washington,  est un joueur professionnel américain de football américain évoluant au poste de tight end dans la National Football League (NFL) depuis la saison 2019 pour la franchise des Bengals de Cincinnati.
Auparavant, il a joué au niveau universitaire pendant quatre saisons (2015-2018) pour les Huskies de l'université de Washington dans la NCAA Division I FBS et sa Pacific-12 Conference.
Il est sélectionné en 52e choix global lors du deuxième tour de la draft 2019 de la NFL par les Bengals.

## Statistiques
| Année      | Équipe                | MJ |                | Passes réceptionnées | Passes réceptionnées | Passes réceptionnées | Passes réceptionnées |                | Courses        | Courses        | Courses | Courses |  | Fumbles | Fumbles |
| Année      | Équipe                | MJ | Nb.            | Yards                | Moy.                 | TD                   | Nb.                  | Yards          | Moy.           | TD             | Nb.     | Perdus  |  |         |         |
| 2019       | Bengals de Cincinnati | 09 | 05             | 030                  | 06,2                 | 0                    | -                    | -              | -              | -              | 0       | 0       |  |         |         |
| 2020       | Bengals de Cincinnati | 16 | 40             | 346                  | 08,7                 | 1                    | -                    | -              | -              | -              | 1       | 1       |  |         |         |
| 2021       | Bengals de Cincinnati | 17 | 11             | 081                  | 07,4                 | 0                    | -                    | -              | -              | -              | 0       | 0       |  |         |         |
| 2022       | Bengals de Cincinnati | 02 | 02             | 0- 2                 | - 1,0                | 0                    | -                    | -              | -              | -              | 0       | 0       |  |         |         |
| 2023       | Bengals de Cincinnati | 17 | 22             | 163                  | 07,4                 | 2                    | -                    | -              | -              | -              | 0       | 0       |  |         |         |
| 2024       | Bengals de Cincinnati | ?  | Saison à venir | Saison à venir       | Saison à venir       | Saison à venir       | Saison à venir       | Saison à venir | Saison à venir | Saison à venir |         |         |  |         |         |
| Totaux NFL | Totaux NFL            | 61 | 80             | 621                  | 7,8                  | 3                    | -                    | -              | -              | -              | 1       | 1       |  |         |         |

| Année | Équipe                | MJ |     | Passes réceptionnées | Passes réceptionnées | Passes réceptionnées | Passes réceptionnées |       | Courses | Courses | Courses | Courses |  | Fumbles | Fumbles |
| Année | Équipe                | MJ | Nb. | Yards                | Moy.                 | TD                   | Nb.                  | Yards | Moy.    | TD      | Nb.     | Perdus  |  |         |         |
| 2021  | Bengals de Cincinnati | 4  | 1   | 4                    | 4,0                  | 0                    | -                    | -     | -       | -       | 0       | 0       |  |         |         |

### Référénces
1. 1 2 3  (en-US) « Drew Sample Stats, Height, Weight, Position, Draft, College », sur Pro-Football-Reference.com (consulté le 1er avril 2024).
2. ↑  (en-US) « Drew Sample College Stats, School, Draft, Gamelog, Splits », sur College Football at Sports-Reference.com (consulté le 1er avril 2024).
3. ↑  (en-US) « 2019 NFL Draft Listing », sur Pro-Football-Reference.com (consulté le 1er avril 2024).